# The Antithesis
The Antithesis è un film horror italiano del 2017 diretto da Francesco Mirabelli, con Crisula Stafida, Karolina Cernic e Marina Loi. La colonna sonora del film è stata composta da Claudio Simonetti dei Goblin. La sceneggiatura è opera di Francesco Basso, Stefano Ricciardi e Francesco Mirabelli.
Il film è stato insignito del premio "Miglior opera prima - premio Mario Bava" alla 37ª edizione del Fantafestival di Roma.

## Trama
Una giovane geologa, su delega di un architetto, va a soggiornare in una villa nella quale si verificano fenomeni anomali dovuti a sbalzi termici esorbitanti. Una volta stabilitasi nella dimora, la ricercatrice si ritroverà catapultata in un vortice di orrore e delirio...

## Distribuzione
Il film è stato distribuito da Minerva Pictures Group per il mercato Italiano ed internazionale e da BayViewEntertainment negli USA e in Canada.